# Just Friedrich von Seelhorst
Just Friedrich von Seelhorst (* 5. April 1770 in Kiel; † 3. Januar 1857 in Ballenstedt) war ein deutscher Beamter.

## Herkunft
Just Friedrich von Seelhorst war der Sohn von Henning Friedrich von Seelhorst (1729–1814), königlich-dänischer Konferenzrat, ab 15. Januar 1776 königl. Amtmann der ehemaligen herzoglichen Ämter Plön und Ahrensböck, und dessen Ehefrau Marie Charlotte, älteste Tochter seines Onkels Generalmajor und Chef eines Kürassier-Regimentes und Amtshauptmann von Jerichow, Rudolf von Seelhorst. Sein Vater hatte am 2. Oktober 1769, gemeinsam mit seinen Brüdern Johann Christian von Seelhorst (1699–1757), Wirklicher Oberkonsistorialrat in Kiel und Otto Abraham von Seelhorst, schleswig-holstein-glücksburgischer Justizrat und Kabinettsrat das Reichsadelsdiplom erhalten. Henning Friedrich von Seelhorst wurde am 10. April 1780 Ritter des Dannebrogorden, Motto: Fides praevalet divitiis.

## Leben
Just Friedrich von Seelhorst wurde im Mai 1784 als Junker im Kürassierregiment „von Rohr“ in Aschersleben aufgenommen, musste jedoch aufgrund einer beginnenden Schwerhörigkeit im Herbst 1786 die Armee bereits wieder verlassen. Anschließend besuchte er das Pädagogium in Halle, um sich auf eine Forstausbildung vorzubereiten. Aufgrund seiner väterlichen Beziehungen konnte er dann jedoch als Kammerjunker und zweiter Kavalier des Herzogs Peter Friedrich Wilhelm zu Holstein Oldenburg in Plön anfangen. Sein Vater, der früher Chef des Generalkriegskommissariats von Holstein war und nach dem Tod von Zar Peter III. Russland verlassen hatte, und von der Zarin Katharina II. den Titel eines Wirklichen Geheimen Legationsrates erhalten hatte, war inzwischen Hof-Chef des Herzogs von Holstein Oldenburg geworden und eröffnete ihm die neue Laufbahn.
1800 ging er zum Fürsten von Anhalt-Bernburg Alexius Friedrich Christian nach Ballenstedt und erhielt den Charakter eines Land-Kammerrat; später wurde er zum Kammerherrn und Hofmarschall ernannt. Während der Koalitionskriege wurde er mit verschiedenen diplomatischen Aufträgen an mehrere deutsche sowie an die Höfe der Kaiser von Österreich und Frankreich sowie an den Hof des russischen Zaren entsandt.
Am 21. Dezember 1837 wurde Just Friedrich von Seelhorst der Abschied genehmigt.

## Familie
Am 28. März 1794 heiratete er in Gernrode, Albertine Friederike Christine (1774–1863), eine Tochter des Christian Philipp Schaefer (1730–1798), fürstlich anhaltinischer Rentmeister. Gemeinsam hatten sie mehrere Kinder, von diesen sind namentlich bekannt:
- Ernestine (1795–1861), Malerin, trat 1837 in das Freiweltliche adeliges von Jena’sches Fräuleinstift.
- Emilie Philippine Marie Amalie (1798–1826), verheiratet mit Friedrich Wilhelm Ludwig von Salmuth (1791–1863) anhaltinisch-bernburgischer Geheimer Kabinettsrat.[6]
- Friedrich Rudolph Ludwig (1798–1827)[7]

## Ehrungen
- 1814 erhielt er in Paris vom preußischen König Friedrich Wilhelm III. den St. Johanniter-Orden und wurde somit Ehrenritter des Ordens.
- 1820 wurde ihm das Kommandeurkreuz II. Klasse des Hausordens vom Goldenen Löwen verliehen.
- 1832 erhielt er den Rote Adlerorden III. Klasse, 1839 der II. Klasse und 1852 den Stern zur II. Klasse verliehen.